# Treinadores do Grêmio Esportivo Brasil
Este artigo contém uma lista em ordem cronológica, provavelmente incompleta, de treinadores do Grêmio Esportivo Brasil.

## Período de atuação desconhecido
| Treinador | Período   | Principais feitos |
| --------- | --------- | ----------------- |
| [CAPGER]  | [PERDESC] |                   |

## Ordem cronológica
Legenda:
     Treinador efetivo
     Treinador interino
 Ascensão
 Rebaixamento
| Treinador                           | Período   | Principais feitos |
| ----------------------------------- | --------- | --- |
| 1911–1912: Dados indisponíveis      |           | |
| Oscar Kirst[CAPGER]                 | 1913      | |
| 1914–1915: Dados indisponíveis      |           | |
| Oscar Kirst[CAPGER]                 | 1916      | |
| Maneca Farias[CAPGER]               | 1917      | |
| Romangueira[CAPGER]                 | 1918      | |
| Maneca Farias[CAPGER]               | 1919      | Campeão do Campeonato Citadino de Pelotas (invicto, pela LPFB) e do Campeonato Gaúcho |
| 1920: Dados indisponíveis[SEMREG]   |           | |
| Lourenço Borges de Mello[CAPGER]    | 1921–1923 | |
| 1924: Dados indisponíveis[SEMREG]   |           | |
| Maneca Farias[CAPGER]               | 1925      | |
| Oswaldo Marques de Oliveira[CAPGER] | 1926      | |
| Deoclécio Jorge dos Reis[CAPGER]    | 1927      | |
| Dirceu Delphino Dias[CAPGER]        | 1928      | |
| Raul dos Anjos[CAPGER]              | 1929      | |
| 1930: Dados indisponíveis[SEMREG]   |           | |
| Deoclécio Jorge dos Reis[CAPGER]    | 1931      | |
| José Domingos de Assis[CAPGER]      | 1931      | |
| Deoclécio Jorge dos Reis[CAPGER]    | 1932      | |
| 1933: Dados indisponíveis[SEMREG]   |           | |
| 1934: Dados indisponíveis[SEMREG]   |           | |
| Carlos Landarti Giusti[CAPGER]      | 1934      | |
| Darcy Ramalho[CAPGER]               | 1935      | |
| Emílio Jorge dos Reis[CAPGER]       | 1936      | |
| Teotônio                            | 1937      | |
| Paulo Cotelari                      | 1937      | |
| 1938: Dados indisponíveis[SEMREG]   |           | |
| Nascimento[NOMDESC]                 | 1938      | |
| Teotônio                            | 1939      | |
| Paulo Cotelari                      | 1940      | |
| Teté                                | 1940–1943 | |
| João Sófia                          | 1943      | |
| Teotônio                            | 1944      | |
| Paulo Cotelari                      | 1944      | |
| Teté                                | 1945      | |
| Teté                                | 1946      | |
| Gastão Leal                         | 1947–1949 | |
| Paulo Silveira                      | 1948      | |
| Chico Fuleiro                       | 1949      | |
| Chico Fuleiro                       | 1950      | |
| Chico Fuleiro                       | 1951      | |
| Antonio Fierro                      | 1952      | |
| Antonio Fierro                      | 1953      | |
| Galego                              | 1953–1955 | |
| Gastão Leal                         | 1956      | |
| 1956: Dados indisponíveis[SEMREG]   |           | |
| Seara                               | 1956      | |
| Gita                                | 1956      | |
| Carrapicho                          | 1956      | |
| Paulo Cotelari                      | 1956–1958 | |
| Chico Fuleiro                       | 1957      | |
| Seara                               | 1957      | |
| Clóvis Touguinha                    | 1957      | |
| Gastão Leal                         | 1958      | |
| Teotônio                            | 1958      | |
| 1958: Dados indisponíveis[SEMREG]   |           | |
| Caruccio                            | 1958–1960 | |
| Luiz Castro                         | 1958–1960 | |
| Teotônio                            | 1959      | |
| Teotônio                            | 1961      | |
| Seara                               | 1961      | |
| Chiquinho I                         | 1961      | |
| Tito Rodrigues                      | 1961      | |
| Jorge Thomáz                        | 1962      | |
| Chiquinho I                         | 1962      | |
| Tibirica                            | 1962      | |
| Galego                              | 1962–1966 | |
| Rui Souza                           | 1966      | |
| Osvaldo Barbosa                     | 1966–1972 | |
| Joaquinzinho                        | 1970      | |
| Gastão Leal                         | 1971      | |
| 1971: Dados indisponíveis[SEMREG]   |           | |
| Joaquinzinho                        | 1971      | |
| Óscar Urruty                        | 1972      | |
| Óscar Urruty                        | 1973      | |
| Bento Castelã                       | 1973      | |
| Egon Steiner                        | 1973      | |
| 1974: Dados indisponíveis           |           | |
| Canhoto                             | 1975      | |
| Birinha                             | 1976      | |
| Canhoto                             | 1976      | |
| Osvaldo Barbosa                     | 1977      | |
| André Heinz                         | 1977      | |
| Osvaldo Barbosa                     | 1978      | |
| Óscar Urruty                        | 1978      | |
| João Alberto Buzetto                | 1978      | |
| Aristides Vargas                    | 1978      | |
| Laone Luiz Luz                      | 1979      | |
| Bento Castelã                       | 1979      | |
| Osvaldo Barbosa                     | 1980      | |
| André Heinz                         | 1980      | |
| Sérgio Lopes                        | 1980      | |
| Manoel Giampaoli                    | 1980      | |
| Galego                              | 1981      | |
| Osvaldo Barbosa                     | 1981      | |
| Galego                              | 1982      | |
| Cacau                               | 1982      | |
| Renato Cogo                         | 1982      | |
| Luizinho                            | 1982      | |
| Aírton Nogueira                     | 1983      | |
| Flávio Murtosa                      | 1983      | |
| Luiz Felipe Scolari                 | 1983      | |
| Lívio                               | 1984      | |
| Déca                                | 1984      | |
| Gilberto                            | 1984      | |
| Walmir Louruz                       | 1985      | |
| Cassiá                              | 1985      | |
| Jaime Schimidt                      | 1985      | |
| José Rodolfo Azocar                 | 1985      | |
| Galego                              | 1986      | |
| Ceará                               | 1986      | |
| Lívio                               | 1986      | |
| Paulo Sérgio Poletto                | 1986      | |
| Hugo Romeu                          | 1986      | |
| Chiquinho II                        | 1987      | |
| Flávio Murtosa                      | 1987      | |
| Paulo Frenzel                       | 1987      | |
| Zezinho                             | 1988      | |
| Joel Castro Flores                  | 1988      | |
| Gilberto                            | 1988      | |
| Ivo Wortmann                        | 1988      | |
| Flávio Murtosa                      | 1988      | |
| Ricardo Lemos                       | 1988      | |
| Gilberto Tim                        | 1988      | |
| Galego                              | 1989      | |
| Cacau                               | 1989      | |
| Carlos Alberto                      | 1989      | |
| Zezinho                             | 1990      | |
| Minuca                              | 1990      | |
| Beto Almeida                        | 1990      | |
| Daltro Menezes                      | 1990      | |
| Valmir Silva                        | 1990      | |
| Carlos Alberto                      | 1990      | |
| Galego                              | 1991      | |
| Passarinho                          | 1991      | |
| Galego                              | 1992      | |
| Laone Luiz Luz                      | 1992      | |
| Laone Luiz Luz                      | 1993      | |
| Luiz Freire                         | 1993      | |
| Dedé                                | 1993      | |
| Ceará                               | 1993–1995 | |
| Ernesto Guedes                      | 1994      | |
| Gasperin                            | 1994      | |
| Cacau                               | 1995      | |
| Vacaria                             | 1995      | |
| Celso Roth                          | 1995      | |
| Passarinho                          | 1995      | |
| Silva                               | 1996      | |
| Silva                               | 1997      | |
| Vacaria                             | 1997      | |
| Ademir dos Reis                     | 1997      | |
| Hélio Vieira                        | 1997–2000 | |
| Ceará                               | 1998      | |
| Ernesto Guedes                      | 1998      | |
| Zezinho                             | 1998      | |
| Ademir dos Reis                     | 1998      | |
| Homero Cavalheiro                   | 1998      | |
| Sarandi                             | 1998      | |
| Cláudio Montanelli                  | 1998      | |
| Homero Klauck                       | 1998      | |
| Rudnei Portantiollo                 | 1998      | |
| Robertinho                          | 1998–1999 | |
| Silva                               | 1999      | |
| Paulo Mattos                        | 1999      | |
| Cuca                                | 1999      | |
| Wágner Fernandes                    | 1999      | |
| Neuci Bório                         | 1999      | |
| Ceará                               | 2000      | |
| Chiquinho II                        | 2000      | |
| Guilherme Macuglia                  | 2000      | |
| Murilo                              | 2000      | |
| Ceará                               | 2001      | |
| Chiquinho II                        | 2001      | |
| Suca                                | 2002      | |
| Hélio Vieira                        | 2002      | |
| Amauri Knevitz                      | 2002      | |
| Mano Menezes                        | 2002      | |
| Dedé                                | 2002      | |
| Suca                                | 2003      | |
| Celso Freitas                       | 2003      | |
| Luiz Freire                         | 2003      | |
| Jorge Anadon                        | 2003      | |
| Lambari                             | 2003      | |
| Rogério Zimmermann                  | 2004–2006 | 2004: Campeão do Torneio da Paz (Torneio de Verão), do Campeonato gaúcho – segunda divisão e da Taça 49° Aniversário da Cidade de Sapiranga · 2005: Campeão do Troféu 38° Aniversário da Rádio Universidade (UCPel) e Vice-campeão da Copa Emídio Perondi |
| Paulo Porto                         | 2006      | |
| Dedé                                | 2006      | |
| Alexandre Santos                    | 2006      | |
| Suca                                | 2007      | |
| Dedé                                | 2007      | |
| Alberto Quintela                    | 2007      | |
| Ney da Matta                        | 2007      | |
| Suca                                | 2008      | |
| Itamar Schülle                      | 2008      | |
| Beto Almeida                        | 2008      | |
| Lisca                               | 2008      | |
| Paulo Porto                         | 2009      | |
| Cláudio Duarte                      | 2009      | |
| Abel Ribeiro                        | 2009      | |
| Armando Dessessards                 | 2009      | |
| Flávio Campos                       | 2009      | |
| Gilmar Iser                         | 2010      | |
| Beto Almeida                        | 2011      | |
| Hélio Vieira                        | 2011      | |
| Sérgio Ramírez                      | 2011      | |
| Marcelo Rospide                     | 2012      | |
| Rogério Zimmermann                  | 2012–2017 | 2012: Campeão da Copa FGF (Campeonato da Região Sul-Fronteira) e Vice-campeão da Copa FGF (Copa Hélio Dourado) · 2013: Campeão do Campeonato Gaúcho – Segunda Divisão e Vice-campeão do Campeonato da Região Sul-Fronteira · 2014: Campeão do Campeonato do Interior Gaúcho, 3° colocado do Campeonato Gaúcho e Vice-campeão do Campeonato Brasileiro – Série D · 2015: Campeão do Campeonato do Interior Gaúcho, 3° colocado no Campeonato Gaúcho e 4° colocado do Campeonato Brasileiro – Série C |
| Clemer                              | 2017–2018 | |
| Gilmar Dal Pozzo                    | 2018      | |
| Rogério Zimmermann                  | 2018      | |
| Paulo Roberto Santos                | 2019      | |
| Rogério Zimmermann                  | 2019      | |
| Bolívar                             | 2019      | |